# The Celluloid Closet – Gefangen in der Traumfabrik
The Celluloid Closet – Gefangen in der Traumfabrik ist eine Dokumentation der Regisseure Rob Epstein und Jeffrey Friedman aus dem Jahr 1995 über Filme mit homosexuellem Inhalt beziehungsweise homosexuellen Andeutungen. Er basiert auf dem 1981 erschienenen filmhistorischen Buch The Celluloid Closet von Vito Russo.

## Inhalt
In der Dokumentation wird ein weiter Bogen über 100 Jahre Filmgeschichte gespannt und es werden diverse Persönlichkeiten mit Verbindungen zur Hollywood-Industrie gebeten, verschiedene Filmausschnitte zu kommentieren und von ihren persönlichen Erfahrungen im Umgang mit LGBT-Charakteren zu erzählen. Die Thematik erstreckt sich von Tunten (engl. sissy) über die Zensur anhand des Hays Codes, verschlüsselte homosexuelle Figuren und Stereotypen bis zum Fortschritt in den frühen 1990ern – beispielsweise durch das New Queer Cinema und das Aufgreifen des Themas in Blockbustern wie Philadelphia.

## Bedeutung von Vito Russo
Der Film basiert auf dem 1981 erschienenen und 1987 neuaufgelegten Buch The Celluloid Closet von Vito Russo, der historisch untersuchte, wie Filme – speziell aus Hollywood – Schwule, Lesben, Bisexuelle und Transgender-Charaktere darstellen. Russo war mit seinem 1981 erschienenen Buch The Celluloid Closet einer der Ersten, der sowohl Homosexuelle als auch Heterosexuelle überzeugte, die Rolle, welche die Populärkultur bei der Bildung unserer Einstellung über Sexuelle Orientierung und Geschlechtsidentität spielt, zu erforschen. Russo war in den 1970er-Jahren als junger Homosexueller und Filmhistoriker enttäuscht darüber, dass es kaum positive oder deutlich sichtbare Darstellungen von Homosexualität in Filmen gab – auch da diese bis in die 1960er-Jahre wegen der Zensur nur verschlüsselt im Kino gezeigt werden durfte. Er wollte daher LGTB-Figuren aus dem Schatten und Subext reißen und so eine positivere Identifikation von homosexuellen Figuren zu schaffen. Russos Arbeit startete eine Forschungsgattung, welche die Darstellung von LGBT-Menschen in Filmen, Fernsehsendungen, Comics, Videos und Computerspiele untersucht.
Rob Epstein und Jeffrey Friedman hatten Russo in ihrem 1989 erschienenen Dokumentarfilm Common Threads: Stories from the Quilt, der den Oscar gewann, interviewt. Russos Lebensgefährte war zu diesem Zeitpunkt bereits an Aids verstorben und er selbst auch bereits erkrankt. Es war Vito Russos Wunsch, dass aus seinem Buch eine filmische Dokumentation wird, konnte das aber mit Epstein und Friedman vor seinem Tod an Aids im November 1990 nicht mehr realisieren. Manche Kritiker merkten an, dass der Film weniger politisch war als das Buch und mit einem positiveren Tenor endet. Russo hatte sich jedoch gewünscht, dass die Dokumentation unterhalten und auch die positiven Veränderungen reflektieren sollte, die sich für die 1990er Jahre abzeichneten.
Die bekannte lesbische Schauspielerin Lily Tomlin, die eng mit Russo befreundet gewesen war und auch als Erzählerin des Films fungiert, startete eine Kampagne für die Finanzierung des Films. Unter anderem veranstaltete sie eine Benefizshow, bei der neben ihr unter anderem auch Robin Williams auftrat und Hugh Hefner einen großen Betrag spendete. Neben dem amerikanischen Fernsehsender HBO finanzierten auch ZDF und Arte Teile des Filmbudgets in Höhe von 1,4 Millionen US-Dollar mit, was unter anderem für die Genehmigung der Rechte an den Filmausschnitten verwendet werden musste.
Die Gay and Lesbian Alliance Against Defamation vergibt seit 2003 den Vito Russo Award an offen schwule und lesbische Personen innerhalb der Hollywood-Industrie, welche einen Fortschritt in der Bekämpfung von Homophobie darstellen.

## Interviewpartner
Für die Dokumentation konnten teilweise sehr bekannte Gesprächspartner gewonnen werden. Es gab aber auch Absagen, unter anderem von Charlton Heston, der untersagte, den Film Michelangelo – Inferno und Ekstase zu zeigen, da der von ihm gespielte Maler heterosexuell gewesen sei. Michael Ontkean wollte nicht interviewt werden und das Zeigen von Szenen mit ihm im Film Making Love (1982) gerichtlich untersagen, war aber erfolglos damit.
- Lily Tomlin
- Tony Curtis
- Susie Bright
- Arthur Laurents
- Armistead Maupin
- Whoopi Goldberg
- Jan Oxenberg
- Harvey Fierstein
- Quentin Crisp
- Richard Dyer
- Jay Presson Allen
- Gore Vidal
- Farley Granger
- Paul Rudnick
- Shirley MacLaine
- Barry Sandler
- Mart Crowley
- Antonio Fargas
- Tom Hanks
- Ron Nyswaner
- Daniel Melnick
- Harry Hamlin
- John Schlesinger
- Susan Sarandon

## Besprochene Filme
- 1895 – Dickson Experimental Sound Film
- 1912 – Algie, the Miner
- 1914 – A Florida Enchantment
- 1916 – Hinter der Leinwand (Behind the Screen)
- 1922 – Frauen auf schiefer Bahn (de), Der Staatsanwalt (at) (Manslaughter)
- 1923 – The Soilers
- 1927 – Wanderer of the West
- 1927 – Wings, Fliegerfilm vor dem Hintergrund des Ersten Weltkrieges, mit schwulem Subtext
- 1929 – The Broadway Melody
- 1930 – Marokko (Morocco)
- 1932 – Laurel und Hardy: Their First Mistake (Their First Mistake)
- 1932 – Call Her Savage
- 1933 – Ladies They Talk About
- 1933 – Our Betters
- 1933 – Ich tanze nur für Dich (de) – Tanzende Venus (at) (Dancing Lady)
- 1933 – Myrt and Marge
- 1933 – Königin Christine (Queen Christina)
- 1934 – Wonder Bar
- 1934 – Tarzans Vergeltung (Tarzan and His Mate)
- 1934 – Scheidung auf amerikanisch oder Tanz mit mir! (The Gay Divorcee)
- 1935 – Frankensteins Braut (Bride of Frankenstein)
- 1935 – Ich tanz’ mich in dein Herz hinein (Top Hat)
- 1936 – Draculas Tochter (Dracula’s Daughter)
- 1938 – Leoparden küßt man nicht (Bringing Up Baby)
- 1940 – Rebecca
- 1941 – Der Malteser Falke (The Maltese Falcon)
- 1945 – Das verlorene Wochenende (The Lost Weekend)
- 1946 – Gilda
- 1947 – Im Kreuzfeuer (de), Kreuzverhör (at) (Crossfire)
- 1948 – Cocktail für eine Leiche (Rope)
- 1948 – Red River, Panik am roten Fluß
- 1950 – Der Mann ihrer Träume (Young Man with a Horn)
- 1950 – Ein einsamer Ort (In a Lonely Place)
- 1950 – Frauengefängnis (de), Verlorene Frauen (at, de) (Caged)
- 1953 – Blondinen bevorzugt (Gentlemen Prefer Blondes), enthält eine Szene, in der eine Gruppe Bodybuilder Jane Russell keines Blickes würdigt
- 1953 – Schwere Colts in zarter Hand (Calamity Jane) (über Calamity Jane)
- 1954 – Johnny Guitar – Wenn Frauen hassen
- 1955 – … denn sie wissen nicht, was sie tun (Rebel Without a Cause)
- 1956 – Anders als die anderen (Tea and Sympathy)
- 1958 – Die Katze auf dem heißen Blechdach (Cat on a Hot Tin Roof), enthält Andeutungen, dass Brick (Paul Newman) homosexuell sei
- 1959 – Manche mögen’s heiß (Some Like It Hot)
- 1959 – Bettgeflüster (Pillow Talk), um seine Partnerin (Doris Day) ins Bett zu bekommen, posiert die männliche Hauptfigur (Rock Hudson) als Tunte
- 1959 – Ben-Hur
- 1959 – Plötzlich im letzten Sommer (Suddenly, Last Summer)
- 1960 – Spartacus, schwuler Subtext, der aber größtenteils herausgeschnitten wurde (zeigt die Liebe eines römischen Patriziers zu einem Sklaven (Tony Curtis))
- 1961 – Boys Beware Aufklärungsfilm, welcher Burschen vor Homosexuellen warnt
- 1961 – Der Teufelskreis (Victim), zeigt erstmals in der britischen Filmgeschichte eine explizit homosexuelle männliche Figur
- 1961 – Infam (The Children’s Hour)
- 1961 – Ein Pyjama für zwei (Lover Come Back), mit der Nebenfigur eines effeminierten Mannes (Sissy-Typus)
- 1961 – Vu du pont, zeigt zwei Männer bei einem Kuss
- 1962 – Auf glühendem Pflaster (Walk on the Wild Side), Geschichte aus einem Bordell in Louisiana in den 1930er Jahren mit lesbischem Subtext
- 1962 – Sturm über Washington (Advise & Consent)
- 1967 – The Fox, die Geschichte eines lesbischen Paares, in deren abgeschiedenes Leben ein Mann eindringt
- 1968 – Der Detektiv (The Detective), Kriminalfilm über die Ermittlungen nach dem Mord an einem homosexuellen Mann
- 1968 – Das Doppelleben der Sister George (The Killing of Sister George)
- 1968 – Der Sergeant (The Sergeant), Geschichte aus dem Offiziersmilieu des Zweiten Weltkrieges mit zwei Männern, die sich auf den Mund küssen
- 1969 – Zwei Banditen (Butch Cassidy and the Sundance Kid)
- 1969 – Die Harten und die Zarten (The Boys in the Band), der erste Film in der US-amerikanischen Filmgeschichte, in dem homosexuelle Männer sympathisch porträtiert werden
- 1971 – Fluchtpunkt San Francisco (Vanishing Point), als Nebenfiguren erscheinen zwei schwule Anhalter
- 1971 – Sunday, Bloody Sunday, Dreiecksbeziehung zwischen einem homosexuellen Mann, einem bisexuellen Mann und einer Frau
- 1972 – Cabaret, gilt als einer der ersten US-amerikanischen Filme, der Homosexualität feiert
- 1974 – Die Letzten beißen die Hunde (Thunderbolt and Lightfoot), zeigt einen Mann, der einen anderen küsst
- 1974 – Der Superschnüffler (Freebie and The Bean), mit einem bösartigen Transvestiten
- 1976 – Ein Haar in der Suppe (Next Stop, Greenwich Village), mit einer schwulen farbigen Nebenfigur
- 1976 – Car Wash – Der ausgeflippte Waschsalon (Car Wash), mit einer schwulen farbigen Nebenfigur
- 1978 – 12 Uhr nachts – Midnight Express (Midnight Express), schwuler Film
- 1978 – Ein Käfig voller Narren (La Cage aux Folles)
- 1979 – Die Warriors (The Warriors)
- 1979 – Die Bullen von Dallas (North Dallas Forty)
- 1980 – L ist nicht nur Liebe (Windows)
- 1980 – Cruising
- 1980 – Fame – Der Weg zum Ruhm (Fame)
- 1980 – Die Schulhofratten von Chicago (My Bodyguard)
- 1981 – Der Fanatiker (The Fan)
- 1981 – Zwei wie Katz und Maus (Continental Divide)
- 1982 – Personal Best, lesbischer Film
- 1982 – Making Love
- 1982 – Victor/Victoria
- 1982 – Zwei irre Typen auf heißer Spur (Partners)
- 1982 – Ein Offizier und Gentleman (An Officer and a Gentleman)
- 1982 – Nightshift – Das Leichenhaus flippt völlig aus (Night Shift), Film mit schwulen Motiven
- 1982 – Nur 48 Stunden (48 Hrs.)
- 1983 – Lianna, lesbischer Film
- 1983 – Begierde (The Hunger), lesbischer Film
- 1983 – Silkwood
- 1984 – Repo Man
- 1984 – Another Country
- 1985 – Die Himmelsstürmer (Heaven Help Us)
- 1985 – Teen Wolf – Ein Werwolf kommt selten allein, Film mit schwulen Motiven
- 1985 – Desert Hearts, lesbischer Film
- 1985 – Mein wunderbarer Waschsalon (My Beautiful Laundrette)
- 1985 – Die Farbe Lila (The Color Purple)
- 1986 – Abschiedsblicke (Parting Glances), schwuler Film
- 1988 – Hairspray
- 1988 – The Chocolate War
- 1988 – Das Kuckucksei (Torch Song Trilogy), schwuler Film
- 1989 – Dream a Little Dream
- 1989 – Heathers
- 1989 – Freundschaft fürs Leben (Longtime Companion)
- 1990 – Wild at Heart – Die Geschichte von Sailor und Lula
- 1991 – Poison
- 1991 – Das Schweigen der Lämmer (The Silence of the Lambs), zeigt eine Person mit weiblichen Genitalien und männlichem Oberkörper
- 1991 – Thelma & Louise, etwas verdeckte Liebesgeschichte zweier Frauen
- 1991 – The Hours and Times
- 1991 – Edward II
- 1991 – My Private Idaho (My Own Private Idaho)
- 1991 – Grüne Tomaten (Fried Green Tomatoes), Film mit stark verdecktem lesbischen Subtext
- 1992 – Swoon
- 1992 – Basic Instinct
- 1992 – Mo’ Money – Meh’ Geld (Mo’ Money)
- 1992 – The Living End
- 1992 – Glengarry Glen Ross
- 1992 – The Crying Game
- 1993 – Das Hochzeitsbankett (The Wedding Banquet), offen schwule Filmkomödie
- 1993 – Mrs. Doubtfire – Das stachelige Kindermädchen (Mrs. Doubtfire)
- 1993 – Philadelphia
- 1994 – Priscilla – Königin der Wüste (The Adventures of Priscilla, Queen of the Desert)
- 1994 – Go Fish
- 1995 – Kaffee, Milch und Zucker (Boys on the Side), lesbischer Film

## Auszeichnungen
| Festival/Preis                     | Auszeichnung | Land | Jahr           |
| ---------------------------------- | --- | ---- | -------------- |
| Sundance Film Festival             | Freedom of Expression Award Documentary: Grand Jury Prize (nom.)                                                                              | USA  | 1996           |
| GLAAD Media Awards                 | Vito Russo Film Award | USA  | 1996           |
| Teddy Award                        | Bester Dokumentar-/Essayfilm (Zusammen mit I’ll Be Your Mirror)                                                                               | D    | Berlinale 1996 |
| Emmy                               | Outstanding Individual Achievement – Informational Programming (3*) Outstanding Informational Special President’s Award (alles Nominierungen) | USA  | 1996           |
| National Educational Media Network | Gold Apple | USA  | 1996           |
| Peabody Awards                     | Peabody Award | USA  | 1997           |
| Independent Spirit Awards          | Truer Than Fiction Award (nom.) | USA  | 1997           |

## Kritik
„Gespräche mit Autoren und Darstellern und Ausschnitte aus über 100 Filmen werden zu einer Chronik von 1895 bis zur Gegenwart zusammengefügt. Hervorragend gewählte Szenen und ihre raffinierte Kompilation verbinden sich zu einer differenzierten, teilweise melancholisch stimmenden Chronologie, die zugleich ein Lehrstück über die Doppelmoral der puritanischen Hollywood-Industrie sowie ein kluges Plädoyer für mehr Toleranz ist.“

## DVD-Ausgabe
Im Jahr 2001 erschien die DVD der Dokumentation auf Englisch mit einem extra Audiokommentar der Produzenten, und einer weiteren Audiospur mit einem Interview, welches Russo 1990 gab. Weiters gibt es einen Link zur Gay and Lesbian Alliance Against Defamation und einige im Film nicht gezeigte Interviews sind zu einer zweiten Dokumentation zusammengeschnitten worden.